# A titkos templom legendái (film)
A titkos templom legendái (eredeti cím: Legends of the Hidden Temple) 2016-os amerikai–kanadai akciófilm, amelyet Joe Menendez rendezett, az azonos című televíziós vetélkedő alapján. A forgatókönyvet Zach Hyatt, Alex J. Reid és Jonny Umansky írták. A főbb szerepekben Isabela Moner, Colin Critchley, Jet Jurgensmeyer és Kirk Fogg látható.
Amerikában 2016. november 16-án mutatta be a Nickelodeon. Magyarországon 2017. június 11-én mutatta be a Nickelodeon.
A film három testvérről szól, akik a titkos templomban ragadnak és Olmec király segítségével kell kijutniuk.

## Cselekmény
A három testvér, Sadie, Noah és Dudley szüleikkel Mexikóban nyaralnak. A testvérek meg akarják látogatni a Titkos templom vidámparkot, ahol Kirk Fogg idegenvezetőként dolgozik. Noah, mivel olvasta a Rejtett Templom legendáit, amelyek szerinte valódiak és szeretné közelebbről látni, de Fogg elárulja, hogy a templomot bezárták évekkel ezelőtti egy incidens miatt. Fogg lenyűgözte Noahnak a Templommal kapcsolatos ismeretei és ad neki egy térképet. Noah és Dudley besurrannak a területre, ahol a titkos templom található. Sadie megpróbálja megállítani őket, de véletlenül rálép a csapóajtóra, és egyből a templomba kerülnek.
A gyerekeket találkoznak Olmeckel, aki az egykori király volt. Elmondja a történetet. A fiát, Zuma herceget akarta utódjának, de megjelent gonosz fia Thak és még akarta ölni Zumát. Így Olmecnek nem volt más választása, az egész királyságot köve dermesztette. De Noahék rendbe tudják hozni a királyságot. Olmec elmondja, hogy két medált kell keresni az Ősi Harcosok Szobájában és a Kincses Szobában, de figyelmezteti a templom körül leselkedő veszélyekre. Miután megtalálják mindkét medált, össze kell őket rakni, hogy kinyissák a templomot, majd három percen belül el kell tűniük, különben ők is itt ragadnak.

## Szereplők
| Szereplő         | Színész                                  | Magyar hang          |
| ---------------- | ---------------------------------------- | -------------------- |
| Sadie            | Isabela Moner                            | Pekár Adrienn        |
| Noah             | Colin Critchley                          | Straub Martin        |
| Dudley           | Jet Jurgensmeyer                         | Takács Botond        |
| Kirk Fogg        | Kirk Fogg                                | Kőszegi Ákos         |
| Thak             | Daniel Cudmore                           | Szentirmai Zsolt     |
| Olmec király     | Michael Benyaer Dee Bradley Baker (hang) | Vass Gábor           |
| Zuma             | Ioan Sebastian Tirlui                    | Szabó Andor          |
| Anya             | Catia Ojeda                              | Kiss Virág Magdolna  |
| Apa              | David Michie                             | Rajkai Zoltán        |
| Sargento Primero | Jon Molerio                              | Vári Attila          |
| Csapatvezető     | Oscar Torre                              | Németh Attila István |
| Chet             | Greg Cromer                              | Posta Victor         |

### Magyar változat
- Magyar szöveg: Lai Gábor
- Hangmérnök: Salgai Róbert
- Vágó: Wünsch Attila
- Gyártásvezető: Újréti Zsuzsa
- Szinkronrendező: Somló Andrea
- Produkciós vezető: Koleszár Emőke

A szinkront az SDI Media Hungary készítette.

## Gyártás
Először Jet Jurgensmeyer szereplését jelentették be. Kirk Fogg, a Titkos templom legendái házigazdája is szerepel a filmben. És Isabela Moner is feltűnik a filmben. Dee Bradley Baker szinkronszínész, aki szintén szerepelt a game showban, megismétli Olmec szerepét.